# Culture numérique (think tank)
Pour la culture digitale, culture internet ou cyberculture, voir culture numérique.
Culture numérique est un groupe de réflexion créé en 2014. Basé à Paris, il produit des réflexions sur les mutations engendrées par le digital. Le think tank publie un rapport chaque année.

## Description
Le think tank Culture numérique est lancé en 2014, parrainé principalement par le groupe Dentsu Aegis Network. Le groupe de réflexion aborde chaque année une thématique sociétale, managériale ou économique liée au digital et les mutations qui en découlent. 
L’objectif des réflexions menées est de mieux développer la compréhension des impacts à partir d’un regard croisé entre les acteurs issus de l’entreprise, des médias, du secteur public ou du monde académique.[Quoi ?] Culture numérique essaye de comprendre et d’anticiper les enjeux du numérique en proposant des solutions aux décideurs.
Culture numérique publie chaque année un rapport sur les enjeux du numérique,,. 

## Organisation
Culture numérique est présidé par Thierry Jadot jusqu’en 2019 puis par Benjamin Grange qui l’a rapproché de La villa numeris en 2021. 